# Nishan-e-Pakistan

Lint van de Nishan-e-Pakistan

De Orde van Pakistan, in het Arabisch Nishan-e-Pakistan geheten is de hoogste civiele onderscheiding van de republiek Pakistan. De orde werd op 19 maart 1957 ingesteld en heeft vier graden en een in 1968 als hoogste graad ingestelde keten.
- De keten

De keten wordt om de hals gedragen.
- De Orde van Pakistan (Nishan-e-Pakistan)

Dit grootkruis hangt aan een breed lint over de rechterschouder. Men draagt ook een ster op de linkerborst.
- De Halve Maan van Pakistan (Hilal-e-Pakistan)

Dit commandeurskruis wordt om de hals gedragen. Men draagt ook een ster op de linkerborst.
- De Ster van Pakistan (Sitara-e-Pakistan)

Dit commandeurskruis wordt om de hals gedragen. 
- De Medaille van Pakistan (Tamgha-e-Pakistan)

Dit kleinood wordt aan een lint op de linkerborst gedragen. 
Het kleinood is een ster met zeven groene armen en zeven paar zilveren stralen. Op elke groene arm is een Islamitisch symbool in de vorm van een ster boven een halve maan afgebeeld. In het centrale medaillon is het wapen van Pakistan geplaatst. Rond het medaillon is een zilveren ring in de vorm van een ster met zeven punten geplaatst waarop de naam van de orde in het Naskh wordt vermeld.
Het lint is blauw met twee witte strepen.

## Decorati
De orde wordt ook aan vooraanstaande vreemdelingen toegekend; zie de Lijst van ridderorden en onderscheidingen van maarschalk Tito
- Mohammed VI van Marokko, (Keten)